# Dekanat Gryfino
Dekanat Gryfino – jeden z dekanatów należący do archidiecezji szczecińsko-kamieńskiej.

## Parafie
- Chwarstnica (pw. Świętej Trójcy)
- Gardno (pw. Najśw. Serca Pana Jezusa)
- Gryfino (pw. Narodzenia NMP)
- Gryfino (pw. Niepokalanego Serca Najświętszej Maryi Panny)
- Pniewo (pw. św. Ojca Pio)
- Wełtyń (pw. MB Różańcowej)
- Widuchowa (pw. Najświętszego Serca Pana Jezusa)
- Żabnica (pw. św. Jana Marii Vianney'a)

## Dziekan i wicedziekan
Źródło: 
- Dziekan: ks. kan. Stanisław Helak
- Wicedziekan: ks. Benon Latus
- Ojciec duchowny: ks. kan. Józef Dudek